# David Bromberg

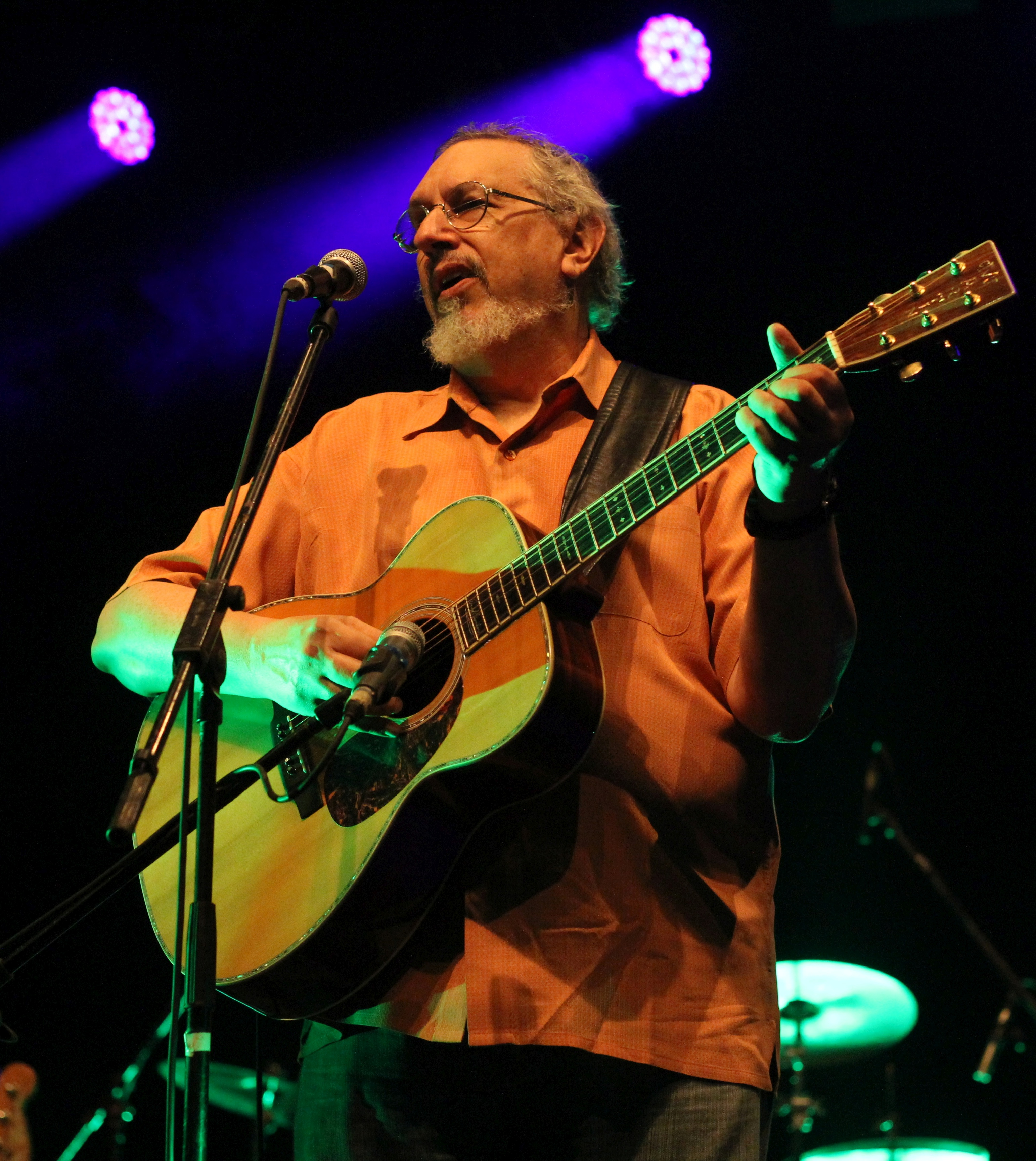
David Bromberg (2019)

David Bromberg (* 19. September 1945 in Philadelphia, Pennsylvania) ist ein amerikanischer Multiinstrumentalist und Sänger. Er spielt unter anderem Gitarre und Fiddle in den Stilrichtungen Bluegrass, Blues, Folk, Country & Western und Rock ’n’ Roll.
Außer mit seinen eigenen Alben hat sich Bromberg vor allem einen Namen als Studiomusiker gemacht. So spielte er drei Alben für Bob Dylan ein (Self Portrait, New Morning, Dylan) und ist auf Alben von Jerry Jeff Walker, Tom Paxton, Bonnie Raitt, Carly Simon, Doug Sahm, Willie Nelson, Ringo Starr, Edie Brickell u. v. a. zu hören.
Seit 1980 zog sich Bromberg mehr und mehr aus dem aktiven Musikerleben zurück und erlernte den Beruf des Geigenbauers. Heute betreibt er einen Geigen-Laden in Wilmington/Delaware und tritt nur noch sporadisch auf. Im Frühjahr 2007 veröffentlichte Bromberg mit „Try Me One More Time“ sein erstes Album seit 17 Jahren.
Der Deutschlandfunk brachte in der Sendung Rock et cetera am 1. Februar 2015 ein einstündiges Porträt Brombergs.

## Diskografie
- 1971: David Bromberg
- 1972: Demon in Disguise
- 1974: Wanted Dead or Alive
- 1975: Midnight on the Water
- 1976: How Late'll Ya Play 'Til?, Vol. 1: Live
- 1976: How Late'll Ya Play 'Til?, Vol. 2: Studio
- 1977: Hillbilly Jazz, Vol. 1
- 1977: Hillbilly Jazz, Vol. 2
- 1977: Reckless Abandon
- 1978: Bandit in a Bathing Suit
- 1978: My Own House
- 1980: You Should See the Rest of The Band
- 1987: Long Way from Here
- 1990: Sideman Serenade
- 1998: The Player - A Retrospective
- 2007: Try Me One More Time
- 2011: Use Me
- 2013: Only Slightly Mad[2]
- 2016: The Blues, The Whole Blues and Nothing But The Blues

## Belege
1. ↑  Der Gitarrist, der eigentlich Violinen liebt – ein Portrait des Amerikaners David Bromberg von Knut Benzner. In: Deutschlandfunk. 1. Februar 2015.
2. ↑  Only Slightly Mad bei Discogs

| Personendaten    | Personendaten                                     |
| ---------------- | ------------------------------------------------- |
| NAME             | Bromberg, David                                   |
| KURZBESCHREIBUNG | US-amerikanischer Multiinstrumentalist und Sänger |
| GEBURTSDATUM     | 19. September 1945                                |
| GEBURTSORT       | Philadelphia, Pennsylvania                        |